# Нітра (футбольний клуб)
Нітра (словац. Futbalový klub Nitra) — словацький футбольний клуб з міста Нітри. Домашні матчі проводить на стадіоні «Под Зобором». Заснована у 1909 році «Нітра» є одним з найстаріших клубов Словаччини. У чемпіонатах Чехословаччини клуб в основному боровся за виживання у Вищій лізі (чотири рази покидав її і знову повертався), але у 1962 році завоював «срібло», поступившись трьома очками у боротьбі за чемпіонство празькій «Дуклі».

## Досягнення
- Бронзовий призер Чемпіонату Словаччини: 2007/08
- Срібний призер Чемпіонату Чехословаччини: 1962

## Виступи в єврокубках
| Сезон   | Змагання        | Раунд | Країна         | Клуб                | Вдома | На виїзді | В сукупності |
| ------- | --------------- | ----- | -------------- | ------------------- | ----- | --------- | ------------ |
| 1961–62 | Кубок Мітропи   | Група |                |                     |       |           |              |
| 1961–62 | Кубок Мітропи   | Група | Чехословаччина | Словнафт Братислава |       | 4–3       |              |
| 1961–62 | Кубок Мітропи   | Група | Італія         | Торіно              | 5–1   |           |              |
| 1961–62 | Кубок Мітропи   | Група | Австрія        | Стікстофф           |       | 4–4       |              |
| 1961–62 | Кубок Мітропи   | 1/2   | Італія         | Удінезе             | 4–3   | 1–1       | 5–4          |
| 1961–62 | Кубок Мітропи   | Фінал | Італія         | Болонья             | 2–2   | 0–3       | 2–5          |
| 1989–90 | Кубок УЄФА      | 1Р    | Німеччина      | Кельн               | 0–1   | 1–4       | 1–5          |
| 2006    | Кубок Інтертото | 1Р    | Люксембург     | Гревенмахер         | 6–2   | 6–0       | 12–2         |
| 2006    | Кубок Інтертото | 2Р    | Україна        | Дніпро              | 2–1   | 0–2       | 2–3          |
| 2008    | Кубок Інтертото | 1Р    | Азербайджан    | Нефтчі              | 3–1   | 0–2       | 3–3 (г)      |
| 2010–11 | Ліга Європи     | 1КР   | Угорщина       | Дьйор               | 2–2   | 1–3       | 1–5          |